# Боевые действия на северо-востоке Украины (2022)
Боевые действия на северо-востоке Украины во время первого этапа российского вторжения в 2022 году продлились с 24 февраля по 8 апреля. Стратегической целью для российских войск был захват Киева.

## Обзор
Российская армия сделала ставку на стратегию быстрого и сокрушительного удара, пытаясь выйти на Киев с севера и северо-востока. Когда замысел не удался, были задействованы ещё несколько тысяч военных из резерва для повторного наступления.
Бои за Чернигов завершились на подступах города отходом российской армии. 25 февраля бои начались под вторым городом области — Конотоп, расположенный в 90 км от границы с Россией. В Сумской области российские войска делали неудачные попытки занять сам город (расположенный в 35 км от границы с Россией) в начале боевых действий, но в последовавшей Сумской битве украинские солдаты и территориальная оборона выбили российские войска из пределов города. По данным украинских источников, было уничтожено более 100 российских танков и взяты в плен десятки солдат. Бои произошли и в Ахтырке.
В оценке кампании 4 марта Фридрих Каган писал, что «сумское направление в настоящее время является наиболее успешным и опасным направлением наступления России на Киев». Он отметил, что география благоприятствовала механизированному наступлению, поскольку местность «ровная и малонаселенная, предлагающая мало хороших оборонительных позиций». Пока шли бои за Сумы, российские войска продвинулись по шоссе на запад; 4 марта они достигли подступов к Броварам, восточного пригорода Киева.
По данным американского Института изучения войны, поскольку с 8 марта российские войска не наступали на этом театре военных действий, возможно, они передислоцировали силы, которые использовались в атаках на Киев с востока, для защиты от контратаки украинских войск в Сумской области.

### Список сражений
| - Битва за Киев (2022): - Правобережье: - Бои за Чернобыль - Бои за аэропорт Антонов и город Гостомель - Бои за Бучу - Бои за Ирпень - Бои за Васильков - Левобережье: - Бои за Бровары | - Бои за Сумы: - Бои за Конотоп - Бои за Чернигов (2022) |

## Ход боевых действий

#### Наступление российских войск

##### 24 февраля

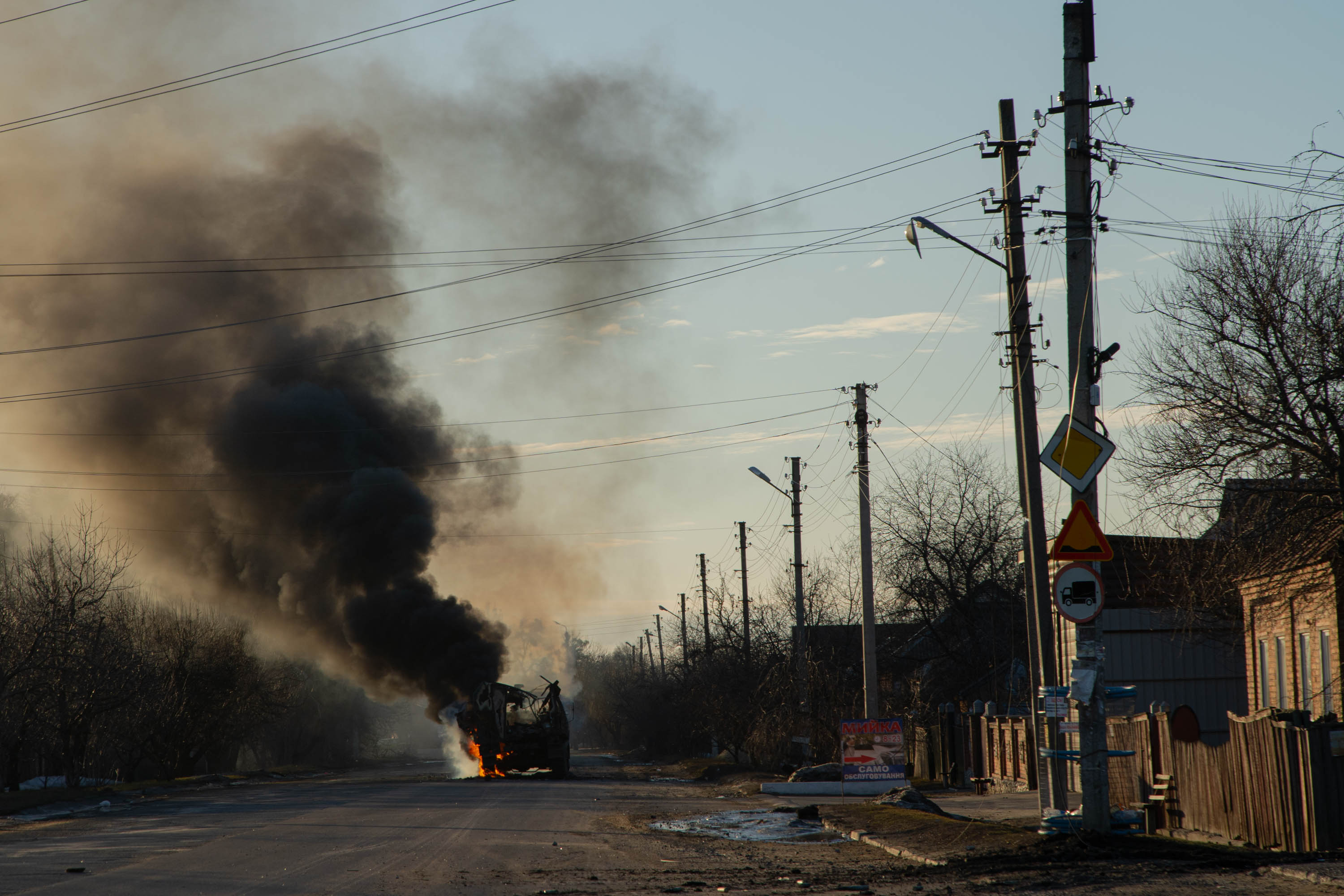
Автобус, уничтоженный в первый день войны на дороге между Киевом и Харьковом

Пресс-служба Госпогранслужбы Украины сообщила, что российские военные пересекли государственную границу Украины, в том числе на территории Сумской области с применением тяжёлой техники и артиллерии. В Сумской области единичные взрывы были слышны в Белополье, Краснополье, Глухове и Великой Писаревке с 7 утра.

##### 25 февраля

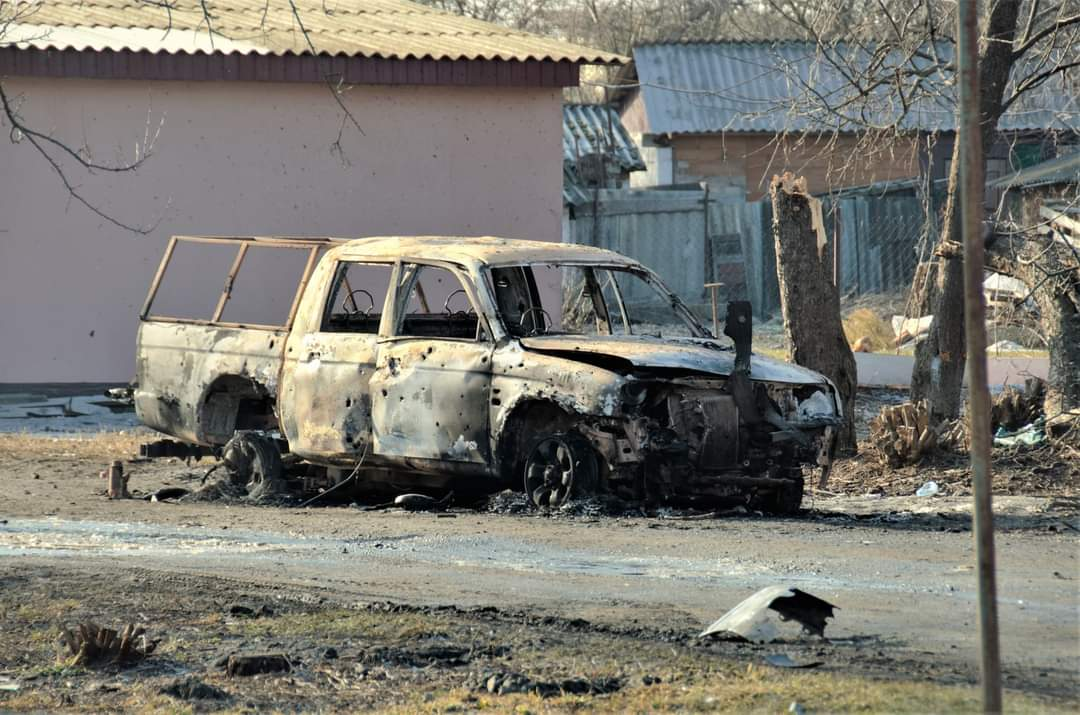
Подбитый автомобиль в Конотопе, 25 февраля

В 01:39 25 марта поступило сообщение об отступлении российских войск из города Сумы. Позже Украина заявила, что её силы потеряли контроль над городом Конотоп.
Ракета с кластерным зарядом попала в школу в городе Ахтырке погибло 6 человек, включая одного ребёнка. По данным Amnesty International, обстрел производился кассетными боеприпасами по неизбирательному принципу, что делает данное событие военным преступлением.

##### 26 февраля
По данным городских властей, днем в Сумах произошли столкновения между российскими войсками и силами территориальной обороны. Кроме того, 26 февраля предположительно ДРГ России обстреляла датских журналистов, серьёзно ранив их.
По данным разведывательной группы Rochan Consulting, к ночи российские войска к западу от Сум продвинулись дальше на запад и, по-видимому, находились на расстоянии 150 километров (93 миль) от Киева.

##### 27 февраля
Несколько российских машин продвинулись в Сумы с востока.
Рано утром в Харькове российскими войсками был разрушен газопровод.

##### 28 февраля
Российские войска разбомбили нефтебазу в Ахтырке. Позже украинские официальные лица заявили, что более 70 украинских солдат погибли в результате попадания российской термобарической бомбы в военную базу в Ахтырке.

##### 1 марта
Государственная служба специальной связи Украины заявила 1 марта, что Вооруженные силы Беларуси вошли в Черниговскую область и продвигаются из белорусского города Гродно в Чернигов. Губернатор Черниговской области Вячеслав Чаус тем временем заявил, что все въезды в город Чернигов плотно заминированы. В Верховной Раде заявили, что в регион вошли 33 машины белорусских силовиков. Однако официальный представитель США заявил, что США не видели такой активности, а президент Беларуси Александр Лукашенко отрицал, что войска его страны вошли в Украину.

##### 2 марта
Власти города Конотоп вели переговоры с российскими войсками после того, как мэр заявил, что русские предупредили его, чтобы он не сопротивлялся им, иначе они разрушат город. Было достигнуто соглашение, по которому российские войска согласились не вмешиваться в функционирование города и не вводить войска в обмен на то, что жители не будут нападать на них.

##### 3 марта
В результате авиаудара российской авиации по местной электростанции 3 марта в городе Ахтырка была отключена подача электроэнергии и тепла.

#### Стабилизация фронта
По состоянию на 7 марта 2022 года, по словам представителей Министерства обороны США, колонна вообще не двигалась в течение нескольких дней.

##### 8 марта
Состоялась первая эвакуация мирных жителей по соглашению между Украиной и Россией, жители Сум эвакуировались. Ночью российская авиация, по данным Государственной службы Украины по чрезвычайным ситуациям, атаковала жилые дома города Сумы на улице Роменска и Спартака. По сообщению Сумской областной прокуратуры, погибло 22 человека, из них 3 ребёнка. Окружная прокуратура Сум начала уголовное производство по факту нарушения законов и обычаев войны.

##### 9 марта
По словам Живицкого, в Великой Писаревке в результате российской бомбардировки погибли трое мирных жителей.

##### 10 марта
По словам губернатора Живицкого, в результате обстрела Россией территории бывшего завода «Электробутприлад» в Тростянце погибли трое мирных жителей.
В 14:20 российские войска обстреляли город Нежин из БМ-27 «Ураган». По словам его мэра Александра Кодола, двое мирных жителей погибли.

##### 12 марта
Институт изучения войны заявил, что вполне вероятно, что контратаки территориальных сил обороны Украины угрожают длинной линии коммуникаций России на этом театре. Тем временем украинские силы заявили, что они отбили ещё два населенных пункта в Черниговской области и предотвратили продвижение российских войск к Киеву.

#### Отступление российских войск

##### 6 апреля
Пентагон подтвердил полный уход российских войск из Черниговской области, при наличии очагов сопротивления в Сумской области.

## Оценка хода боевых действий
Военный эксперт Юрий Фёдоров так объяснил причины поражения российских войск: проблемы с логистикой, снабжением и недооценка российским командованием сил противника позволили украинским вооружённым силам отстоять Киев. Из-за зимы и распутицы можно было передвигаться только по дорогам с твёрдым покрытием. Это сковывало действия армии и позволяло эффективно расстреливать наступающие колонны из тех средств, которые в значительном количестве были поставлены на Украину из западных стран. Снабжение российских войск могло вестись только по ограниченному количеству транспортных коммуникаций. Из-за этого возникали пробки, начался логистический хаос. Ещё один важный фактор — активное сопротивление, на которое не рассчитывали авторы плана.
Генеральный секретарь НАТО Йенс Столтенберг отмечал важность неудачных попыток российской армии по взятию Киева в вопросе возможной победы в войне Украины.

### Вероятность повторного наступления
Новое наступление может планироваться как на Киев, так и на Волынскую и Ровненскую области для того, чтобы отрезать Украину от западных поставок. ВСУ готовили приграничные территории с Беларусью к обороне с лета. Там установлены большие минные поля, срыты дороги, разрушены мосты, подтоплены значительные площади. Лесисто-болотистая местность затруднит продвижение российской техники, а украинская артиллерия и РСЗО получат возможность вести огонь по пристрелянным зонам.
По мнению министерства обороны Великобритании, продолжающееся присутствие белорусских войск вблизи границы и развёрнутые в середине мая учения сковывают украинские войска, поэтому они не смогут развернуться для поддержки операций на Донбассе.
Представитель киевской бригады теробороны ВСУ Андрей Ковалёв заявил в начале июня, что «угроза с севера никуда не делась». По его мнению, существует угроза открытия второго фронта на киевском направлении в дополнение к юго-восточному. Он предположил, что российские военные учли ошибки февраля и марта, обратив внимание на концентрацию новых батальонно-тактических групп противника.
Лукашенко на протяжении лета и осени напоминал об опасности для Беларуси. 10 октября он заявил, что Беларусь с Россией создают совместную группировку войск Союзного государства, причём основой её станет белорусская армия. После стали появляться сообщения о сосредоточении войск и техники на границе Беларуси и Украины, также это стало заметно по спутниковым снимкам.
Главнокомандующий ВСУ Валерий Залужный высказывал мнение, что российские военные в январе-марте 2023 года предпримут ещё одну попытку наступления на Киев или другое направление, подготовив около 200 тысяч новых солдат.
Согласно утекшим документам Пентагона, в феврале 2023 ГШ ВС РФ отчитался об успешной операции по дезинформации о возможном наступлении с территории Белоруссии. Ещё в январе 2023 года проект «Беларускі Гаюн» указывал, что совместные учения ВС РФ и РБ — вероятное российское ИПСО (информационно-психологическая операция), направленная на демонстрацию угрозы нового вторжения, вследствие чего Украина вынуждена держать дополнительные силы на своей северной границе.